# اتصل بإم للقتل
اتصل بإم للقتل (بالإنجليزية: Dial M for Murder)‏ هو فيلم جريمة إثارة أمريكي من إخراج ألفريد هتشكوك وبطولة راي ميلاند، غريس كيلي، روبرت كامينغز، أنتوني داوسون وجون وليامز. صدر الفليم في 29 مايو 1954.